# Lucas Ocampo
Lucas Ocampo (Buenos Aires, 20 marzo 1986) è un pallavolista argentino.
Gioca nel ruolo di schiacciatore nel Lomas.

## Carriera
La carriera di Lucas Ocampo inizia nel 2003, muovendo i primi passi nel settore giovanile del Banfield. Nella stagione 2004-05 approda al Club de Amigos, dove gioca un biennio e si aggiudica uno scudetto, prima di approdare nel campionato 2006-07 al Belgrano; nel 2007 fa il suo esordio nella nazionale argentina. Nella stagione 2007-08 approda in Spagna per due annate, partecipando alla Superliga de Voleibol Masculina con il Numancia, club con il quale si aggiudica la Coppa del 2007-08, venendo premiato come MVP; con la nazionale vince la medaglia d'argento al campionato sudamericano 2009.
Nel campionato 2009-10 si trasferisce in Italia, dove partecipa alla Serie A2 con la Zinella Bologna, mentre nel campionato seguente rientra in Argentina per difendere i colori del Bolívar, vincendo il campionato sudamericano per club 2010, dove viene premiato come miglior attaccante e miglior servizio del torneo; con la nazionale vince ancora un argento al campionato sudamericano 2011.
Dopo avere difeso i colori del La Unión de Formosa nel campionato 2011-12, fa ritorno al Bolívar nel campionato seguente, vincendo la Coppa Máster 2012. Nella stagione 2013-14 approda per un biennio al Lomas, dopo il quale si trasferisce in Brasile nel campionato 2015-16 per vestire la maglia del Bento Gonçalves, in Superliga Série A.
Dopo avere vestito nella stagione 2016-17 per la terza volta in carriera la maglia del Bolívar, vincendo lo scudetto, fa ritorno al Lomas nella stagione seguente.

## Palmarès

### Club
- Campionato argentino: 2

2005-06, 2016-17
- Coppa del Re: 1

2007-08
- Coppa Máster: 1

2012
- Campionato sudamericano per club: 1

2010

### Premi individuali
- 2008 - Coppa del Re: MVP
- 2010 - Campionato sudamericano per club: Miglior attaccante
- 2010 - Campionato sudamericano per club: Miglior servizio
- 2015 - Campionato sudamericano per club: Miglior schiacciatore
- 2018 - Campionato sudamericano per club: Miglior schiacciatore